# 2089
2089 — 2089 рік нашої ери, 89 рік 3 тисячоліття, 89 рік XXI століття, 9 рік 9-го десятиліття XXI століття, 10 рік 2080-х років.

## Очікувані події
- Травень-червень — відбудеться одночасна масова поява двох різних виводків періодичних цикад — виводка X (17-річний) та виводка XIX (13-річний). Це явище відбудеться вперше з 1868 року. Така подія трапляється лише раз на 221 рік.[1]